# 初芝弘也
初芝 弘也（はつしば ひろや）は日本のゲームクリエイター。ゲーム開発会社トライクレッシェンドの設立者で同社代表取締役。

## 略歴
1993年に日本テレネットの子会社ウルフ・チームのサウンドプログラマーになり、後にサウンドディレクターとなる。この頃に作曲家の桜庭統と出会い、現在に至るまでのゲームで共に活動している。1995年3月6日、五反田義治、則本真樹らと共に日本テレネットを退社、トライエースを設立する。
トライエースではサウンドディレクターとなり、桜庭統によるサウンドのプログラミングを手掛けているが、サウンド以外のプログラムに関わることもあった。また、インタビューにおいて、「彼の制作したサウンドドライバは普通のサウンドドライバとは比べ物にならないくらい使える」と桜庭統が語っている。
1999年にトライエースを退社、トライクレッシェンドを設立。
設立当初のトライクレッシェンドはサウンドプログラムの会社であり、そこでトライエースのゲームのサウンドプログラムを行っていた。2001年以降はゲームの開発も行うようになり、モノリスソフトと提携し『バテン・カイトスシリーズ』を開発。一方でトライエースのサウンド開発も引き続き行っている。
愛称はハッシーで、『テイルズ オブ ファンタジア』、『スターオーシャン』にはこの名前で出演している。

## 作品
- テイルズオブシリーズ
  - テイルズ オブ ファンタジア - サウンドプログラマー（SFC版のみ）
  - テイルズ オブ アライズ - サウンドディレクター
- スターオーシャンシリーズ
  - スターオーシャン - フィールドプログラム
  - スターオーシャン セカンドストーリー - サウンドディレクター
  - スターオーシャン Till the End of Time - サウンドディレクター
- ヴァルキリープロファイル - サウンドプログラム
- バテン・カイトスシリーズ
  - バテン・カイトス 終わらない翼と失われた海 - ディレクター
  - バテン・カイトスII 始まりの翼と神々の嗣子 - ディレクター
- トラスティベル 〜ショパンの夢〜 - 原案